# 锁阳城墓群
锁阳城墓群，位于中国甘肃省瓜州县，为一个全国重点文物保护单位，类型为古墓葬。
锁阳城墓群的历史年代为汉至唐。